# George Kenney
George Churchill Kenney (6 août 1889 - 9 août 1977) est un général de l’United States Air Force qui a participé à la Première Guerre mondiale et à la Seconde Guerre mondiale. Il est surtout connu en tant que commandant des Forces aériennes alliées pour la South West Pacific Area (SWPA), poste qu'il occupe d’août 1942 à 1945.
Kenney s'enrôle comme cadet volant dans la Section de l'aviation de l'United States Army Signal Corps (en) en 1917 et sert sur le front ouest avec le 91e escadron aéroporté (en) lors de la Première Guerre mondiale. Il reçoit une Citation Star et la Distinguished Service Cross pour ses actions au cours desquelles il a combattu des chasseurs allemands et en a abattu deux. Après la fin des hostilités, il participe à l'occupation de la Rhénanie. De retour aux États-Unis, il effectue des missions de reconnaissance le long de la frontière entre les États-Unis et le Mexique pendant la révolution mexicaine. Entré dans l'armée régulière en 1920, il fréquente l'Air Corps Tactical School (en), où il devient par la suite instructeur. Après les avoir testé en vol, il est responsable de l'acceptation des bombardiers Martin NBS-1 construits par Curtis. Il met également au point des techniques de montage de mitrailleuses de calibre.30 sur les ailes d'un avion Airco DH.4.
Au début de 1940, Kenney devient attaché militaire adjoint pour l'Air en France. À la suite de ses observations sur les opérations aériennes allemandes et alliées au début de la Seconde Guerre mondiale, il recommande des changements importants relatifs à l'équipement et aux tactiques du Corps d'aviation. En juillet 1942, il prend le commandement des Forces aériennes alliées et de la 5e Air Force au sein du Commandement de la zone Pacifique Sud-Ouest du général Douglas MacArthur. Sous le commandement de Kenney, les forces aériennes alliées mettent au point des structures de commandement, des armes et des tactiques novatrices qui reflètent l'orientation de Kenney vers l'aviation d'attaque. Les nouvelles armes et tactiques remportent peut-être leur plus grande victoire lors de la bataille de la mer de Bismarck, en mars 1943. En juin 1944, il est nommé commandant des Far East Air Force, qui comprennent les 5e, 13e et 7e Air Force.
En avril 1946, Kenney devient le premier commandant du nouveau Strategic Air Command (SAC), mais critiqué à cette fonction, il est affecté comme commandant de l'Air University, poste qu'il occupe d'octobre 1948 à sa retraite de l'Air Force en septembre 1951.

## Jeunesse
George Churchill Kenney est né à Yarmouth en Nouvelle-Écosse au Canada, le 6 août 1889, pendant les vacances d'été prises par ses parents pour éviter l'humidité de la région de Boston. Il est l'aîné des quatre enfants de Joseph Atwood Kenney, un charpentier et de son épouse Anne Louise Kenney, née Churchill. Kenney grandit à Brookline dans le Massachusetts. Il obtient son diplôme de fin d'étude à la Brookline High School (en) en 1907 et plus tard cette année-là, il entre au Massachusetts Institute of Technology (MIT), où il suit un cours en génie civil. Après le départ de son père de sa famille, Kenney quitte le MIT et accepte divers emplois avant de devenir arpenteur-géomètre pour la Quebec Saguenay Railroad,.
Sa mère décède en 1913 et Kenney retourne à Boston, où il prend un emploi dans l'entreprise Stone & Webster. En 1914, il rejoint la New York, New Haven and Hartford Railroad comme ingénieur civil et construit un pont à New London dans le Connecticut. Après cela, il forme un partenariat avec un camarade de classe du secondaire, Gordon Glazier, pour créer la Beaver Contracting and Engineering Corporation. La société participe à un certain nombre de projets, dont la construction d'une digue à Winthrop au Massachusetts, et d'un pont sur la Squannacook River (en).

## Première Guerre mondiale

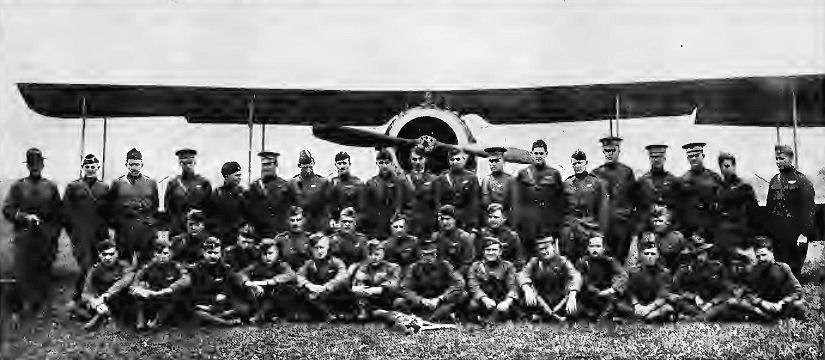
Le 91e escadron aéroporté en 1918. Kenney est le 2e à partir de la rangée supérieure droite.

Les États-Unis entrent dans la Première Guerre mondiale en avril 1917 et Kenney décide de s'enrôler comme cadet volant dans la Section de l'aviation de l'United States Army Signal Corps (en) le 2 juin 1917. Il suit une formation au sol au MIT en juin et juillet, et reçoit une formation primaire de vol avec Bertrand Blanchard Acosta au Hazelhurst Field (en) à Mineola dans l’État de New York. Il est nommé first lieutenant le 5 novembre 1917 et part pour la France peu après. Il suit une formation au pilotage complémentaire à Issoudun dans l'Indre jusqu'à son affectation en février 1918 au 91e escadron aéroporté (en),.
Le 91e escadron aéroporté pilote le Salmson 2A2, un biplan de reconnaissance. Kenney s'écrase au décollage le 22 mars 1918 et se casse une cheville et une main, ce qui lui vaut le surnom de « Bust'em up George »,,. Ses blessures guérissent vite et il enregistre sa première mission le 3 juin. Le 15 septembre 1918, Kenney pilote l'un des quatre avions d'une mission près de Gorze qui est attaquée par six éclaireurs allemands Pfalz D.III. Son observateur William Terry Badham (en) abat l'un d'eux, et Kenney est crédité de sa première victoire aérienne. Pour cela, il reçoit une Citation Star. Une deuxième victoire suit dans des circonstances similaires le 9 octobre alors qu'il vole près de Jametz pour soutenir l'offensive Meuse-Argonne. Une fois de plus, la formation avec laquelle il vole est attaquée par des chasseurs allemands. Cette fois, il reçoit la Distinguished Service Cross, qui lui est remise par le brigadier général Billy Mitchell le 10 janvier 1919. La citation de Kenney se lit comme suit, :

« Pour son héroïsme extraordinaire au combat près de Jametz, en France, le 9 octobre 1918. Cet officier a fait preuve de bravoure et de dévouement au travail lorsqu'il a été attaqué par un nombre supérieur d'avions. Il a accepté le combat, détruit un avion et chassé les autres. Bien que l'ennemi soit revenu et ait attaqué de nouveau en grand nombre, il a poursuivi sa mission et a permis à son observateur d'obtenir des informations d'une grande valeur militaire ».

— Général Billy Mitchell

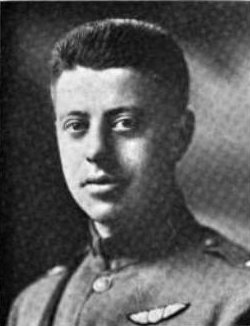
Le capitaine George Kenney en 1920

Kenney demeure un certain temps avec les forces d'occupation alliées en Allemagne. Il est promu capitaine le 18 mars 1919 et retourne aux États-Unis en juin 1919. Il est le co-auteur en 1919 avec Horace Moss Guilbert de « History of the 91st Aero Squadron ». Il est envoyé à Kelly Field, près de San Antonio au Texas, puis à McAllen. Commandant du 8e escadron aéroporté (en), il effectue des missions de reconnaissance le long de la frontière avec le Mexique pendant la révolution mexicaine. Le mauvais entretien des appareils, les pistes d'atterrissage accidentées et les intempéries font perdre 22 de ses 24 avions Airco DH.4 à l'escadron en un an seulement.

## Entre-deux-guerres
Kenney pose sa candidature à l'un des nombreux poste offertes aux réservistes après la guerre dans l'armée régulière des États-Unis et il est nommé capitaine dans l'United States Army Air Service le 1er juillet 1920. Alors qu'il se remet d'un accident d'avion dans un hôpital au Texas, il rencontre une infirmière, Helen "Hazel" Dell Richardson, fille de George W. Richardson, un entrepreneur de Mobile en Alabama. Ils se marient à Mobile le 6 octobre 1920. Hazel fait une fausse couche alors qu'elle attend des jumeaux. Son médecin l'avertit du danger d'une autre grossesse, mais elle continue de souhaiter vivement d'avoir un enfant. En 1922, alors que le couple vit à Long Island dans l'État de New York, Hazel met au monde un fils, William Richardson Kenney, mais elle meurt peu après de complications. Kenney s'arrange pour que sa voisine, Alice Steward Maxey, une autre infirmière, s'occupe de l'enfant. Le 5 juin 1923 Kenney se marie avec Alice dans sa ville natale de Gardiner dans le Maine.

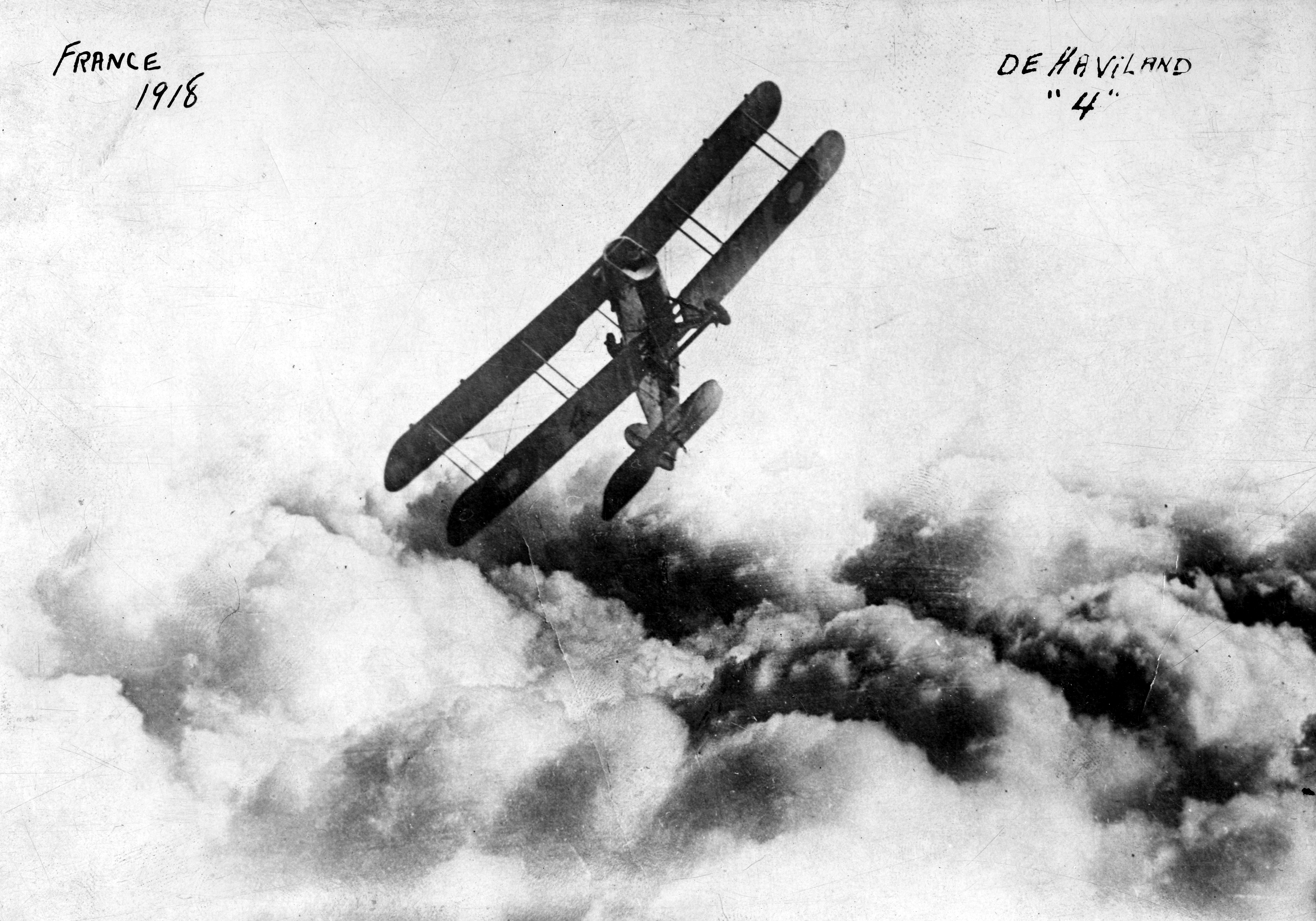
Un Airco DH.4 au-dessus des nuages en France. Kenney pilote cet avion au Texas et met au point des techniques de montage de mitrailleuses sur les ailes.

De juillet à novembre 1920, Kenney est commandant d'un détachement aérien à Fort Knox, au Kentucky. Il suit ensuite une formation à l'École d'ingénierie du service aérien de McCook Field, près de Dayton en Ohio. Entre 1921 et 1923, il est inspecteur des services aériens à la Curtiss Aeroplane and Motor Company à Garden City, New York, où il est responsable de l'acceptation des cinquante bombardiers Martin NBS-1 que le service aérien a commandés à Curtis. Kenney inspecte, fait des essais et valide les avions. Le 18 novembre 1922, alors qu'il est capitaine, il est rétrogradé au rang de first lieutenant, à la suite de la démobilisation de l'armée du temps de guerre, quelque temps après la Première Guerre mondiale. Il retourne à McCook en 1923 et développe des techniques pour monter des mitrailleuses de calibre.30 sur les ailes d'un DH.4,. Il est à nouveau promu capitaine le 3 novembre 1923. Sa famille s’agrandit avec la venue au monde de sa fille, Julia Churchill Kenney, née à Dayton en juin 1926,.
En 1926, Kenney entre à l'Air Corps Tactical School (en) à Langley Field en Virginie, l'école de formation avancée du Corps d'aviation. Il fréquente ensuite le Command and General Staff College de Fort Leavenworth, au Kansas, l'école supérieure de l'armée de terre, où l'on enseigne aux officiers comment gérer de grandes formations en tant que commandants ou officiers d'état-major. La plupart des officiers de l'armée de l'air, y compris Kenney, estiment que le cours ne les concerne pas et qu'il s'agit donc d'une perte de temps, mais néanmoins une condition préalable à la promotion dans l'armée de terre. Par la suite, il retourne à l'Air Corps Tactical School comme instructeur. Il enseigne l'aviation d'attaque et s'intéresse particulièrement aux attaques à basse altitude, comme moyen d'améliorer la précision et donc à ses problématiques tactiques. Notamment car les avions volant à basse altitude sont vulnérables aux tirs au sol. Il y a également des problèmes techniques à résoudre, car un avion peut être frappé par ses propres fragments de bombe. Son intérêt pour l'aviation d'attaque le place finalement à part dans le Corps d'aviation de l'US Army où le bombardement stratégique domine à cette époque la pensée.
Kenney atteint le sommet de sa formation professionnelle en septembre 1932, lorsqu'il entre au United States Army War College à Washington. Au War College, des comités d'élèves étudient un certain nombre de batailles de la Première Guerre mondiale ; le comité de Kenney examine la Seconde bataille des lacs de Mazurie. Ces groupes mettent également à jour les plans de guerre en vigueur, et celui de Kenney travaille sur le Plan de guerre Orange. Les élèves doivent aussi rendre un écrit individuel ; celui de Kenney a pour titre « The Proper Composition of the Air Force ». L'un des avantages du collège de guerre est qu'il met les officiers du Corps d'aviation en contact avec des officiers au sol avec lesquels ils doivent par la suite travailler étroitement. Richard K. Sutherland et Stephen J. Chamberlin (en), tous deux membres de la classe de M. Kenney, travaillent avec lui au sein de ces comités.

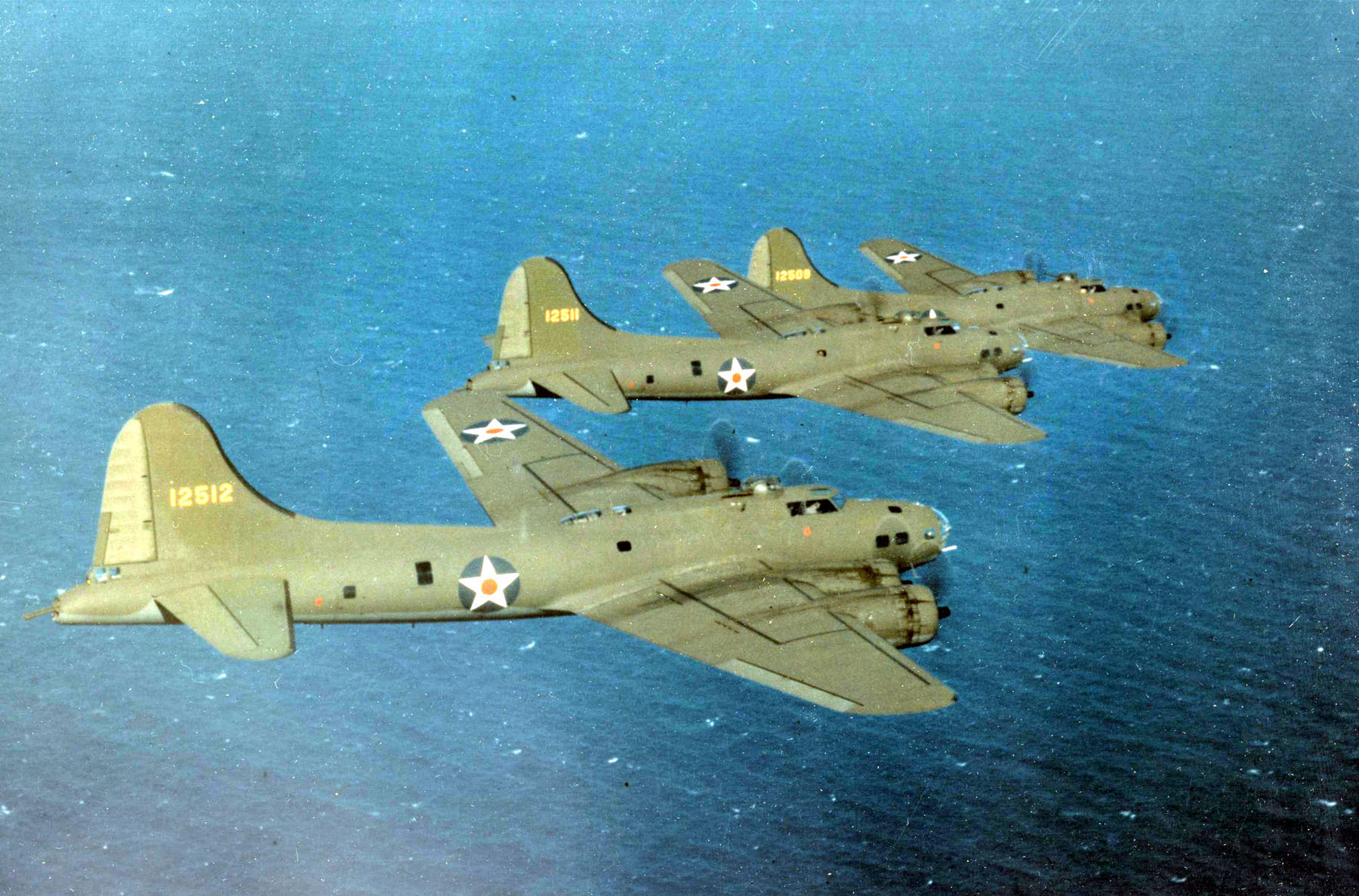
Kenney est un partisan de l'appui aérien rapproché et ne veut pas que les États-Unis se concentrent autant sur le bombardement stratégique, comme le représente le Boeing B-17 Flying Fortress.

Après l'obtention de son diplôme au War College, il est affecté à un poste d'état-major et, en juin 1933, Kenney devient l'adjoint du major James E. Chaney (en) à la Division des plans du Bureau du chef du Corps d'aviation, le major général Benjamin Foulois (en). Il effectue diverses tâches, dont la traduction en anglais d'un article du théoricien italien de la force aérienne Giulio Douhet. En 1934, il participe à la rédaction d'une loi qui accorde une plus grande indépendance aux forces aériennes. Cette loi incite l'armée de terre à créer le General Headquarters Air Force, un commandement centralisé pour l'United States Army Air Corps, dirigé par un aviateur qui relève directement du chef d'état-major de l'armée de terre. Le lieutenant-colonel Frank Maxwell Andrews est choisi pour le commander et ce dernier prend Kenney comme chef d'état-major adjoint pour les plans et l'instruction.
À cette fonction, Kenney est promu au grade temporaire de lieutenant-colonel le 2 mars 1935, sautant celui de major. Il s'engage dans un débat houleux avec l'état-major général de l'armée de terre sur le désir du Corps d'aviation d'acheter davantage de bombardiers Boeing B-17 Flying Fortress. Il se retrouve également pris dans une bataille bureaucratique entre Andrews et le major général Oscar Westover (en) pour savoir si le chef de l'Air Corps doit contrôler le GHQ Air Force. En conséquence, Kenney est transféré à l'United States Army Infantry School (en) de Fort Benning en Géorgie, le 16 juin 1936, avec le grade temporaire de major, pour enseigner les tactiques aux jeunes officiers d'infanterie. À ce poste, il est promu au grade définitif de major le 1er octobre 1937, mais cette affectation n'est guère un choix pour un officier de l'armée de l'air. En septembre 1938, il accepte l'offre de commander le 97e Escadron d'observation (en) à Mitchell Field à Long Island,.

## Seconde Guerre mondiale

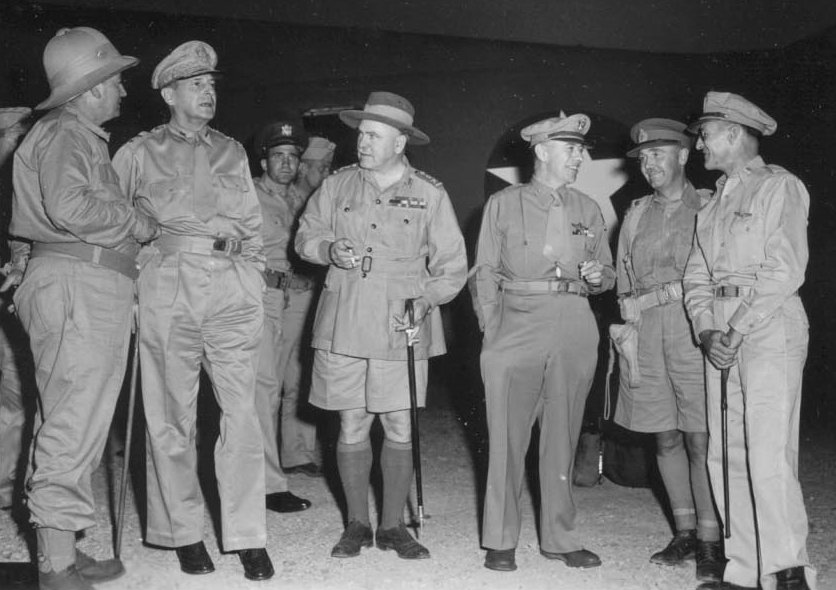
Les Commandants supérieurs alliés en Nouvelle-Guinée en octobre 1942. De gauche à droite : Mr. Frank Forde, le général Douglas MacArthur, le général Sir Thomas Blamey, le lieutenant général George Kenney, le lieutenant général Edmund Herring, le brigadier général Kenneth Walker.

En 1939, M. Kenney est nommé chef de la Section du génie de la production à Wright Field dans l'Ohio. Il est envoyé en France au début de l'année 1940 comme attaché militaire adjoint pour l'aviation, à nouveau avec le grade temporaire de lieutenant-colonel. Sa mission est d'observer les opérations aériennes alliées pendant les premières phases de la Seconde Guerre mondiale. À la suite de ses observations, il recommande de nombreux changements importants à l'équipement et aux tactiques du Corps d'aviation, notamment la modernisation des mitrailleuses de calibre.30 pour un calibre.50 et l'installation de réservoirs de carburant étanches, mais ses comparaisons cinglantes de la Luftwaffe allemande avec les forces aériennes américaines contrarient de nombreux officiers. Il est donc renvoyé à Wright Field. En janvier 1941, il devient commandant de l'Air Corps Experimental Depot and Engineering School, avec le grade de brigadier général. Le 26 mars 1942, il est promu major général et devient commandant de la 4e Air Force (en), une unité de défense aérienne et d'entraînement basée à San Francisco. À ce poste, Kenney enseigne personnellement aux pilotes le maniement du Lockheed P-38 Lightning et du Lockheed A-29 Hudson.

### Au sein du Commandement de la zone Pacifique Sud-Ouest
En juillet 1942, Kenney reçoit l'ordre de prendre le contrôle des Forces aériennes alliées et de la 5e Air Force au sein du Commandement de la zone Pacifique Sud-Ouest (SWPA) dirigé par le général Douglas MacArthur. MacArthur est en effet insatisfait de son commandant aérien, le lieutenant général George Brett. Frank Maxwell Andrews, alors major général, est le premier choix de MacArthur, mais celui-ci refuse le poste et propose de choisir entre Kenney et le major général James Doolittle ; MacArthur choisit Kenney. Kenney se présente à MacArthur à Brisbane le 28 juillet 1942 et reçoit de ce dernier une leçon sur les lacunes de l'armée de l'air en général, et des forces aériennes alliées dans le Pacifique Sud-Ouest en particulier. Kenney estime alors que MacArthur ne comprend pas les opérations aériennes, mais qu'il doit établir une bonne relation de travail avec lui. Lorsqu'il demande à MacArthur la permission de renvoyer ceux qu'il considère comme inutile, chose que ses supérieurs de Washington avaient refusé, MacArthur approuve avec enthousiasme,.
Pour établir une bonne relation avec MacArthur, il faut passer au-dessus de Sutherland, le chef d'état-major de MacArthur. Brett avise Kenney qu'une mise au point rapide avec Sutherland pourrait clarifier les choses. Sutherland, qui a une licence de pilote civil, a en effet déjà commencé à donner des instructions détaillées aux forces aériennes alliées. C'est plus qu'une simple bataille de territoire entre officiers ; pour de nombreux aviateurs, cette affrontement s'inscrit dans la bataille en cours pour l'établissement d'une force aérienne indépendante qu'ils préconisent depuis longtemps. Lors de leur confrontation, Kenney dessine notamment un point sur une simple page de papier et dit à Sutherland : « le point représente ce que vous savez des opérations aériennes, le reste du papier ce que je sais ». Sutherland fléchit alors et laisse désormais Kenney diriger les forces aériennes alliées sans ingérence. Il ne s'ensuit pas, cependant, que MacArthur accepte invariablement l'avis de Kenney.
| Image externe |                                                              |
|               | Kenney (au centre) entouré de son état-major, photo de 1944. |

Kenney renvoie chez lui le major général Ralph Royce (en), les généraux de brigade Edwin S. Perrin, Albert Sneed et Martin F. Scanlon (en) et une quarantaine de colonels. En Australie, il trouve deux généraux de brigade de talent récemment arrivés, Ennis Whitehead (en) et Kenneth Walker. Kenney réorganise son commandement en août et nomme Whitehead commandant du V Fighter Command (en) et Walker commandant du V Bomber Command (en). Les forces aériennes alliées sont à ce moment composées à la fois de membres de l'United States Army Air Forces (USAAF) et de la Royal Australian Air Force (RAAF) ; Kenney entreprend d'en finir avec cette intégration et les sépare en créant le RAAF Command. Le brigadier-général Donald Wilson (general) (en) arrive en septembre afin de remplacer l'Air vice-marshal William Bostock comme chef d'état-major de Kenney. Bostock prend lui le commandement du RAAF Command nouvellement créé.
Ces nouvelles dispositions entrainent un conflit entre Kenney et le chef d'état-major de la RAAF, le vice-maréchal de l'air George Jones (RAAF officer), qui estime qu'une occasion de simplifier l'administration de la RAAF vient d'être perdue. Bien qu'il considère l'antipathie entre Jones et Bostock comme un problème, Kenney préfère maintenir Bostock aux commandes et conserver la nouvelle organisation. Cependant, Kenney s'écarte de la structure normale d'une force aérienne en créant l'Advanced Echelon (ADVON) sous le commandement de Whitehead. Ce nouveau quartier-général a l'autorité pour modifier les affectations des aéronefs sur les zones avancées du conflit, où la rapide évolution des conditions météorologiques et l'action de l'ennemie peuvent invalider les ordres établis en Australie. Kenney est promu lieutenant général le 21 octobre 1942.
Peut-être en raison de son expérience de la Première Guerre mondiale, Kenney a beaucoup de respect pour les chasseurs japonais. Il décide de conserver ses bombardiers et de se concentrer sur la supériorité aérienne en Nouvelle-Guinée. Kenney fait passer les bombardiers à l'attaque de nuit, à moins que des escortes de chasseurs ne puissent être fournies. Le SWPA a en effet, une faible priorité et ne peut tout simplement pas se permettre de remplacer les pertes causées par des missions de jour coûteuses. Il lui faut également un chasseur à longue portée efficace et Kenney place beaucoup d'espoir dans le Lockheed P-38 Lightning, mais les premiers appareils livrés au SWPA ont énormément de problèmes techniques. Kenney dispose aussi des conseils de Charles Lindbergh qui apprend aux pilotes de P-38 comment accroître la portée de leurs appareils.

Un Douglas A-20 Havoc du 89e escadron, au moment où il frappe un navire marchand japonais. au large de Wewak en Nouvelle-Guinée, mars 1944.

La zone Pacifique Sud-Ouest n'est pas un théâtre de guerre prometteur pour le bombardement stratégique. Les bombardiers de l'époque n'ont pas la portée nécessaire pour atteindre le Japon depuis l'Australie, et il n'y a pas d'autres cibles stratégiques importantes sur ce théâtre d'opération en dehors de quelques raffineries de pétrole. Cela provoque un conflit doctrinal entre Kenney, défenseur de l'aviation d'attaque, et Walker, soutient des bombardiers. La tactique de longue date du corps aérien pour attaquer les navires nécessite de grandes formations de bombardiers en haute altitude. Avec un nombre suffisant, selon la théorie, les bombardiers peuvent couler n'importe quel navire grâce à un tapis de bombes, et ce, à partir d'un point situé au-dessus de la portée efficace du tir antiaérien du navire. Cependant, le nombre théorique requis est deux fois plus important que celui disponible dans le Pacifique Sud-Ouest. Une douzaine de bombardiers est le maximum que l'on peut assembler, en raison du petit nombre d'avions disponibles sur le théâtre et de la difficulté à les maintenir en état de marche. Les résultats sont donc généralement inefficaces et les opérations subissent de lourdes pertes.
Walker s’oppose à la proposition de Kenney voulant que les bombardiers mènent des attaques à basses altitudes en utilisant des bombes à déclenchement rapide. Kenney ordonne à Walker d'essayer ces armes pendant quelques mois, afin que des données puissent être obtenues sur leur efficacité ; quelques semaines plus tard Kenney découvre que Walker a abandonné leur utilisation. En novembre, Kenney organise une attaque de démonstration contre le SS Pruth (1916) (en), un navire qui avait coulé au large de Port Moresby en 1924 et qui servait souvent de cible d'entraînement. Après l'attaque, Walker et Kenney prennent un bateau pour examiner les dommages sur l'épave. Comme prévu, aucune des quatre bombes larguées à haute altitude n'a touché l'épave pourtant immobile, mais le déclenchement rapide des bombes larguées à basse altitude a permis de les faire exploser en touchant l'eau, de sorte que des fragments de bombe ont déchiré la coque du navire. Walker concède le point à contrecœur. Quelques semaines plus tard, Walker est abattu à la tête d'un raid de jour sur Rabaul, une attaque que Kenney avait ordonné de mener la nuit.

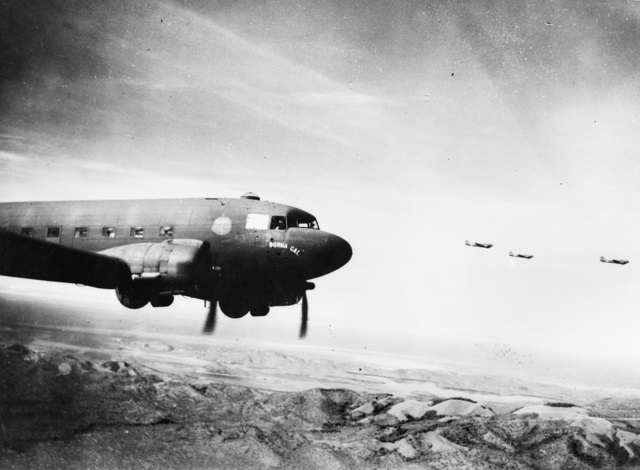
Les Dakotas survolent les montagnes en direction de Wau.

En plus d'essayer différents types de munitions, les forces aériennes alliées expérimentent des modifications sur les aéronefs eux-mêmes. Le major Paul Irvin "Pappy" Gunn (en) modifie certains bombardiers légers (en) Douglas A-20 Havoc de l'USAAF en installant quatre mitrailleuses de 12,7 mm dans le nez et deux réservoirs de 1 700 l pour améliorer le rayon d'action. Le succès est au rendez-vous, et l'on tente alors de créer un avion d'attaque à plus longue portée en faisant la même chose avec un bombardier moyen (en) North American B-25 Mitchell,. Cela s’avère un peu plus difficile. L'avion qui en résulte est manifestement trop lourd sur l'avant malgré l'ajout de lest de plomb à l'empennage, et les vibrations causées par le tir des mitrailleuses suffisent à faire sauter les rivets du fuselage de l'avion. Les canons de queue et les tourelles abdominales sont alors enlevés, ces dernières étant peu utiles si l'avion se trouve à basse altitude.
Les forces aériennes alliées adoptent également des tactiques novatrices. En février 1942, la RAAF commence à expérimenter le Skip bombing (en), une technique anti-navire utilisée par les Britanniques et les Allemands. En volant seulement à quelques dizaines de pieds au-dessus de la mer vers leurs cibles, les avions larguent leurs bombes qui, idéalement, ricochent à la surface de l'eau pour exploser sur le côté du navire cible, sous lui ou juste au-dessus. Une technique similaire est le bombardement à hauteur de mât, dans lequel les bombardiers s'approchent de la cible à basse altitude (entre 60 et 150 m) et à une vitesse de 420 à 450 km/h, puis descendent à la hauteur du mât (3 à 5 m) à environ 550 mètres de la cible. Ils larguent leurs bombes à environ 270 mètres, visant directement le côté du navire. Les deux techniques ne sont pas mutuellement exclusives. Un bombardier peut larguer deux bombes, faire ricocher la première et lancer la seconde à hauteur de mât. La bataille de la mer de Bismarck a démontré l'efficacité des attaques à basse altitude contre les navires.
Une autre forme de puissance aérienne employée par Kenney est le transport aérien. Cela commence en septembre 1942 lorsque les troupes de la 32e division d'infanterie sont aérotransportées d'Australie à Port Moresby. Plus tard dans la campagne, les C-47 Daokata de Kenney débarquent les troupes australiennes à Wanigela, Oro Province (en). Un an plus tard, les parachutistes américains débarquent à Nadzab, permettant à la 7e division australienne de s'y déployer ; l'aérodrome de Nadzab devenant la principale base aérienne alliée de Nouvelle-Guinée.
Le défi ultime est d'intégrer la puissance aérienne à la stratégie de MacArthur. Kenney décrit le processus de cette façon en 1944 :

« La première étape de l’avancée de la ligne de bombardement est d'obtenir et de maintenir le contrôle aérien le plus loin possible en territoire ennemi, à la portée de nos chasseurs à plus longue portée. Ensuite, nous mettons en place un blocus aérien autour des positions japonaises ou de la partie de la côte que nous voulons contrôler afin d'empêcher les ravitaillements ou l'arrivée des renforts. Les bombardiers se mettent alors au travail et pulvérisent le système défensif, en prenant méthodiquement les positions d'artillerie, de ravitaillement, des zones de bivouacs, etc. Enfin, la couverture aérienne escorte l'expédition amphibie jusqu'à la plage de débarquement. Le bombardement, le mitraillage, l'emploi de fumigène contre les défenses ennemies sur la plage par les chasseurs est effectué sur appel des forces de surface jusqu'à ce que leur tête de pont soit assurée. Si des fournitures d'urgence sont nécessaires, nous les déposons en parachute. Les troupes au sol préparent un terrain d’atterrissage le plus rapidement possible afin que nous puissions compléter l'approvisionnement fournis par les navires avec des avions de transport de fret. Si nécessaire, nous évacuons les blessés et les malades et apportons des renforts dans l'urgence. Le terrain de transport devient ensuite un terrain pour les chasseurs, et finalement les bombardiers arrivent et il est temps d'avancer à nouveau,. »

### Forces aériennes d'Extrême-Orient

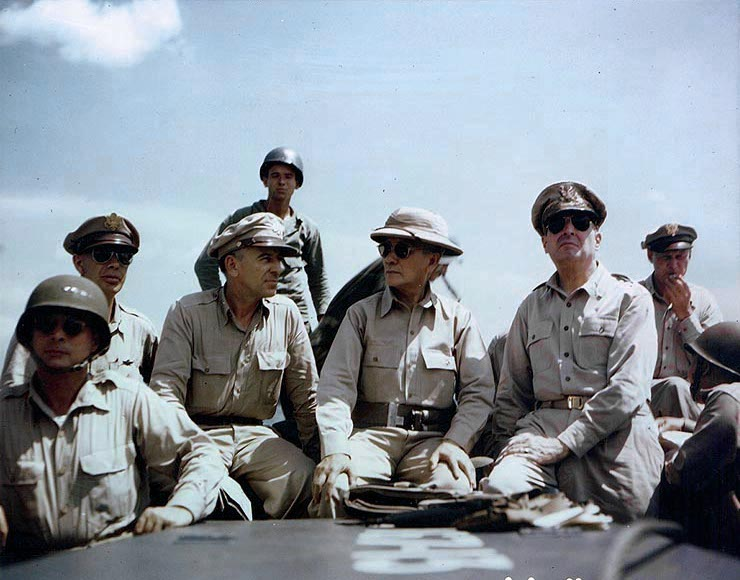
Kenney (à gauche, avec des lunettes de soleil), Richard Sutherland, Sergio Osmeña et Douglas MacArthur au large de Leyte, octobre 1944.

En juin 1944, Kenney est nommé commandant des Forces aériennes de l'Extrême-Orient (Far East Air Forces, FEAF), qui comprennent les 5e, 13e et 7e Forces aériennes. Il crée les 1re, 2e et 3e Forces opérationnelles aériennes pour contrôler les opérations aériennes dans les zones avancées, chacune avec une mission spécifique ; une autre dérogation à la doctrine. Bien que Kenney est enthousiaste à la suite de cette innovation, Washington ne l'aime pas et, malgré les objections de Kenney, convertit les trois forces aériennes en 308e (en), 309e (en) et 310e escadres de bombardement (en). Il est promu général le 9 mars 1945.
Kenney espère que le nouveau Boeing B-29 Superfortress qui vient d'être mis en service en mai 1944 va être assigné aux Forces aériennes d'Extrême-Orient afin que, à partir des terrains d'aviation près de Darwin, ces dernières puissent détruire les champs de pétrole japonais de Balikpapan. Mais son agitation pour les B-29 ne joue pas en sa faveur auprès de l’état-major des USAAF à Washington. Après la guerre, l'United States Strategic Bombing Survey (en), l'étude sur le bombardement stratégique a conclu que la destruction des champs de pétrole japonais aurait été beaucoup plus productif que l'opération Matterhorn, qui a vu des B-29 basés en Chine bombarder des aciéries au Japon, le pétrole étant plus important pour l'effort de guerre japonais que l'acier.

## Après-guerre

### Strategic Air Command
En avril 1946, Kenney devient le premier commandant du Strategic Air Command (SAC) nouvellement formé. Il est encouragé par le Secrétaire à la Force aérienne des États-Unis Stuart Symington à se joindre à lui dans la bataille politique entourant l'établissement d'une armée de l'air américaine indépendante,. Les deux hommes se lancent chacun de leur côté dans une campagne de discours promotionnels dans tout le pays ; Kenney délaissant pour partie ses activités au SAC qui en en a souffert. Le 8 mai 1946, Kenney remet publiquement la medal of Honor à la famille de Thomas McGuire, mort au combat et deuxième pilote de chasse américain ayant obtenu le plus grand nombre de victoires.
Kenney laisse les opérations quotidiennes du SAC entre les mains de son commandant adjoint, le major-général St. Clair Streett (en). L'une des raisons pour lesquelles Kenney ne met pas l'accent sur le SAC est également son affectation en tant que représentant des États-Unis au Comité d'état-major de l'ONU (en), qui semble à l'époque être une affectation potentiellement importante. En janvier 1947, Streett est remplacé par le major-général Clements McMullen (en). Sous McMullen, officiellement l'adjoint de Kenney, mais en fait le commandant, un programme de formation polyvalent est lancé au début de 1948 pour enseigner aux membres d'équipage de bombardiers les tâches de chacun, l'objectif étant de réduire de cinq à trois le nombre d'officiers par bombardier. Le moral des troupes en souffre. Le major-général Lauris Norstad, chargé de rendre compte de l'état de préparation de la puissance aérienne américaine au secrétaire à la Défense des États-Unis, James Forrestal, apprend par des aviateurs mécontents que la SAC est en mauvais état de préparation, et il ouvre alors une enquête. Il choisit Charles Lindbergh et Paul Tibbets pour mener les investigations. Tibbets rapporte à Norstad qu'il n'a trouvé personne au SAC capable de faire son job. Lindbergh de son côté affirme que le programme de formation de McMullen a sérieusement entravé l'entraînement des pilotes.
| - L'énorme Convair B-36 Peacemaker mise en service en 1949 (à droite) à côté du Boeing B-29 Superfortress. - Le Boeing B-50 Superfortress évolution du B-29 du mise en service en 1948. |

Le 6 mai 1948, Kenney s'adresse à une foule à Bangor, dans le Maine, pour lui dire que les États-Unis seront probablement attaqués par l'Union soviétique dès que celle-ci aura assez de bombes nucléaires. À Washington, un groupe de sénateurs, dont Henry Cabot Lodge, Jr., se plaint du discours belliqueux de Kenney et des précédents discours de Symington dans le même esprit, affirmant que les questions de politique étrangère doivent être laissées au président et au secrétaire d'État et non aux dirigeants des forces aériennes. Une autre controverse dans laquelle Kenney se retrouve impliqué concerne le Convair B-36 Peacemaker. Il n'est pas impressionné par cet appareil coûteux et peu performant, préférant le Boeing B-50 Superfortress, une version améliorée du B-29. L'USAF, cependant, a misé une grande partie de sa crédibilité sur le B-36, ce que Kenney ne semble pas apprécier.

### Fin de carrière
Dans le contexte du blocus de Berlin en juin 1948, le chef d'état-major de l'Air Force, le général Hoyt S. Vandenberg, rencontre Forrestal pour lui signaler le mauvais état du SAC. À la suite de cette réunion, Norstad recommande que Vandenberg remplace Kenney. Vandenberg accepte rapidement et choisit le lieutenant général Curtis LeMay, l'homme qu'il veut voir diriger le bras du bombardement stratégique en cas de guerre avec l'URSS,. LeMay est ainsi nommé commandant du SAC, et Kenney prend le commandement de l'Air University, une position qu'il occupe d'octobre 1948 à septembre 1951, date à laquelle il prend sa retraite.
Après son départ en retraite, Kenney s'installe Bay Harbor Islands, en Floride. Il écrit trois livres sur les campagnes aériennes de la SWPA qu'il a menées pendant la Seconde Guerre mondiale. Son œuvre majeure est  General Kenney Reports (1949), une histoire personnelle de la guerre aérienne qu'il a menée de 1942 à 1945. Il écrit également The Saga of Pappy Gunn publié en 1959 et Dick Bong : Ace of Aces en 1960, qui décrit les carrières de Paul Gunn (en) et Richard Bong, deux des aviateurs les plus reconnus sous son commandement. En 1958, il est l'animateur de la série d'anthologie télévisée Flight (1958 TV series) (en). Il meurt le 9 août 1977. Il laisse dans le deuil ses deux enfants, cinq petits-fils et une petite-fille. Son fils, William "Bill" R. Kenney, est devenu colonel de l'USAF. Sa fille, Julia, épouse Edward C. Hoagland Jr, pilote de chasse pendant la Seconde Guerre mondiale et plus tard en Corée, qui prend sa retraite de l'USAF au grade de lieutenant-colonel.